# بلدية غوانهايس
بلدية غوانهايس هي بلدية في البرازيل، تتبع ميناس جرايس، بلغ عدد سكانها 31٬262  نسمة، في 2010، تبلغ مساحتها 1٬075٫124 كيلومتر مربع.

## الموقع
تشترك في الحدود مع:
- سابينوبوليس.